# Céline Roscheck
Céline Roscheck (auch Roschek, * 16. August 1983 in Bregenz, Vorarlberg) ist eine österreichische Musikerin und Model. Sie war 2002 die Miss Austria.

## Leben

### Musikerin
Roscheck ist Tochter des Kontrabassisten Christian Roscheck, der bei den Wiener Symphonikern spielte. Seit ihrem vierten Lebensjahr spielt Céline Violine. Auch ihre Schweizer Mutter ist Violinistin. Sie besuchte als Musikstudentin das Konservatorium und studierte dort vor allem das Geigenspiel. 2000 war sie Preisträgerin im Jugend-Musikwettbewerb Prima la musica. Ihr Solodebüt gab sie 2002 mit der Aufführung des Konzert Nr. 2 von Henryk Wieniawski. Ihr erstes Solo-Album, Electro String, präsentierte Roscheck im August 2011.
Am 12. Februar 2016 hat sie an der österreichischen Vorentscheidung zum Eurovision Song Contest 2016 teilgenommen.

### Modellkarriere
1999 begann Roscheck im Alter von 16 Jahren als Model zu arbeiten. Im April 2002 wurde sie zur Miss Austria gewählt. Im Januar 2006 beteiligte Roscheck sich an der Castingshow Germany’s Next Topmodel, wobei sie sich, unter mehr als 11.000 Bewerberinnen, für die Runde der letzten Zwölf qualifizierte. Sie schied freiwillig aus dem Wettbewerb aus. Als Hauptgrund gab sie die Zustände an, denen die teilnehmenden Models ihrer Ansicht nach ausgesetzt waren. Céline Roscheck nahm auch an der Wahl zur Miss Schweiz 2008 teil.

## Sonstiges
Céline Roscheck wuchs in Bisamberg nahe Wien auf, wo sie auch heute lebt.

## Diskographie
- Electro String (2011)